# Dziedzickia saci
Dziedzickia saci är en tvåvingeart som beskrevs av Lane 1961. Dziedzickia saci ingår i släktet Dziedzickia och familjen svampmyggor. Inga underarter finns listade i Catalogue of Life.